# Pseudolarix amabilis
Pseudolarix es un género monotípico de la familia Pinaceae. La única especie, Pseudolarix amabilis (falso alerce dorado) está estrechamente relacionado con Keteleeria, Abies y Cedrus.

## Distribución y hábitat
Es nativo del este de China, desarrollándose en pequeñas áreas de montaña al sur de Anhui, Zhejiang, Fujian, Jiangxi, Hunan, Hubei y este de Sichuan, en altitudes de 100-1500 m.

## Descripción

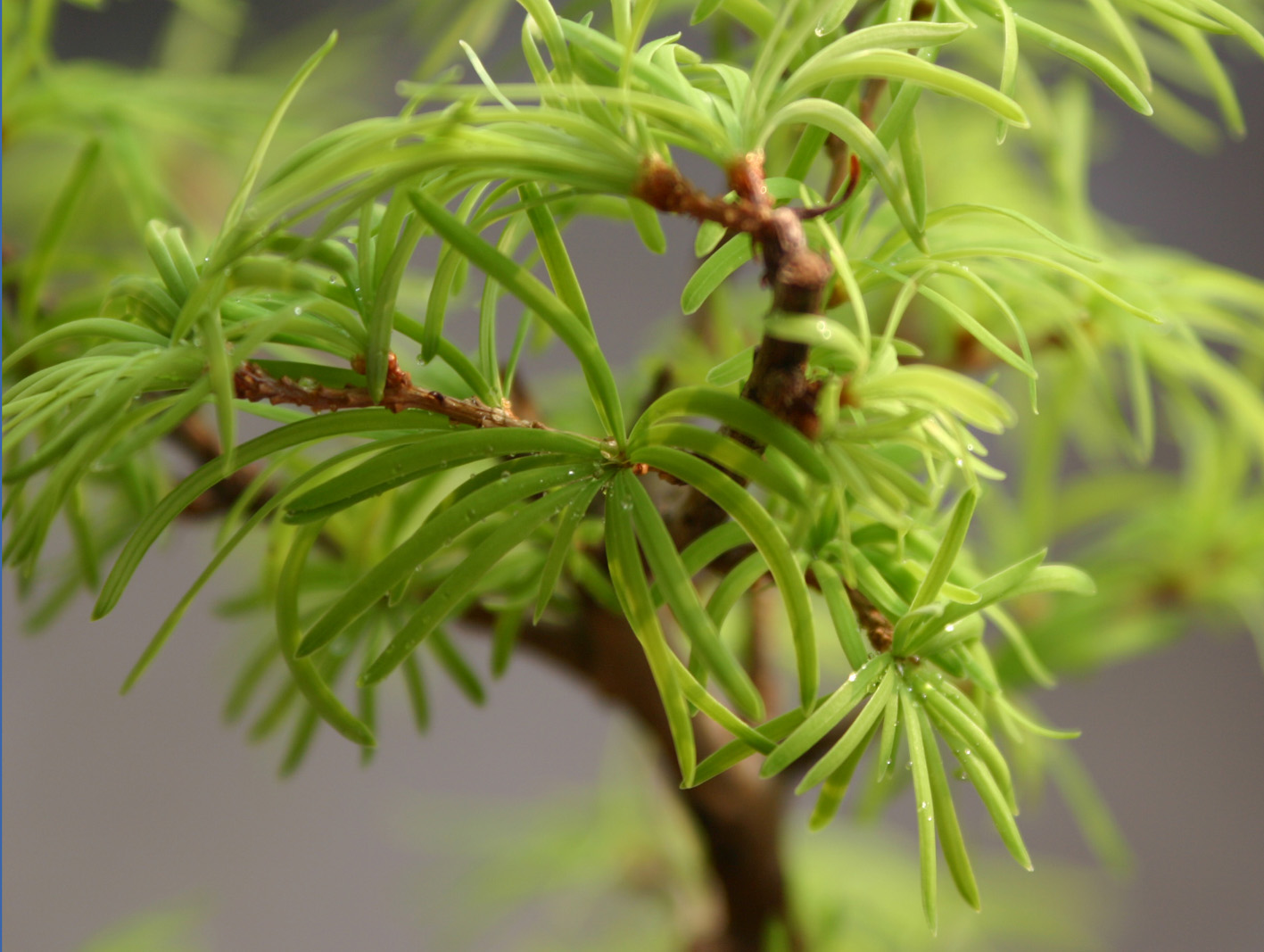
Hojas.

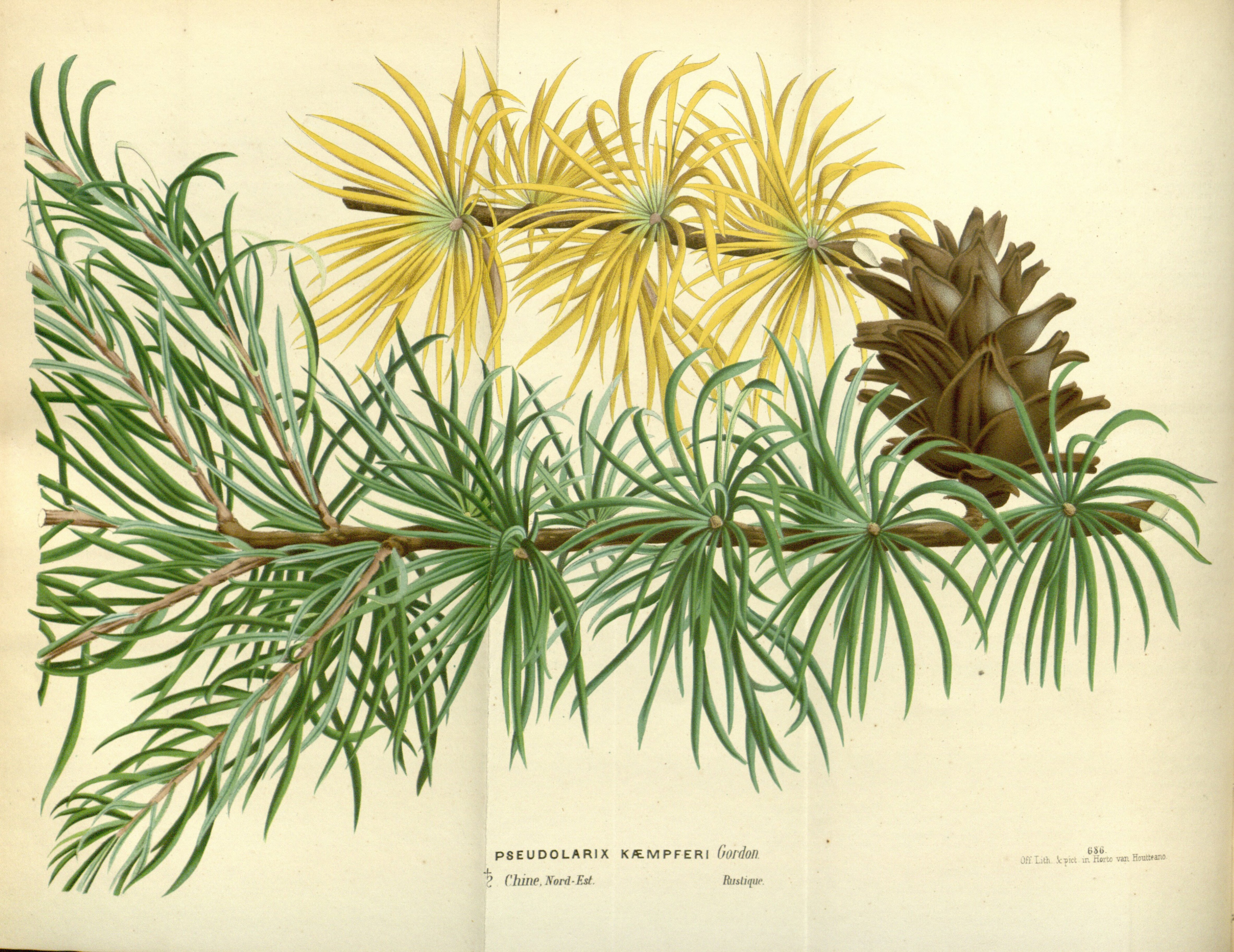
Ilustración

Es un árbol caduco que alcanza los 30-40 m de altura con una corona cónica. Las hojas de color verde brillante son de 3-6 cm de longitud y 2-3 mm de ancho, con dos bandas de estomas en la parte baja, las hojas se vuelven de color amarillo dorado brillante en otoño antes de caer.
Las piñas son distintas, superficialmente parecen una pequeña alcachofa, de 4-7 cm de longitud y 4-6 cm de ancho, maduran a los 7 meses de la polinización cuando se desintegran para lanzar las semillas aladas. Los conos masculinos como en Keteleeria, se producen en umbelas de varios juntos.

## Usos
Es un árbol muy atractivo como planta ornamental para parques y jardines, es muy tolerante del calor y humedad del verano creciendo con éxito en el sudeste de EE. UU. donde otros géneros no tienen éxito. En Europa crece con éxito en la región de Mediterráneo con notables especies en el norte de Italia; en el lejano norte de Gran Bretaña crecen pero muy lentamente debido a los más fríos veranos de aquella región.

## Propiedades

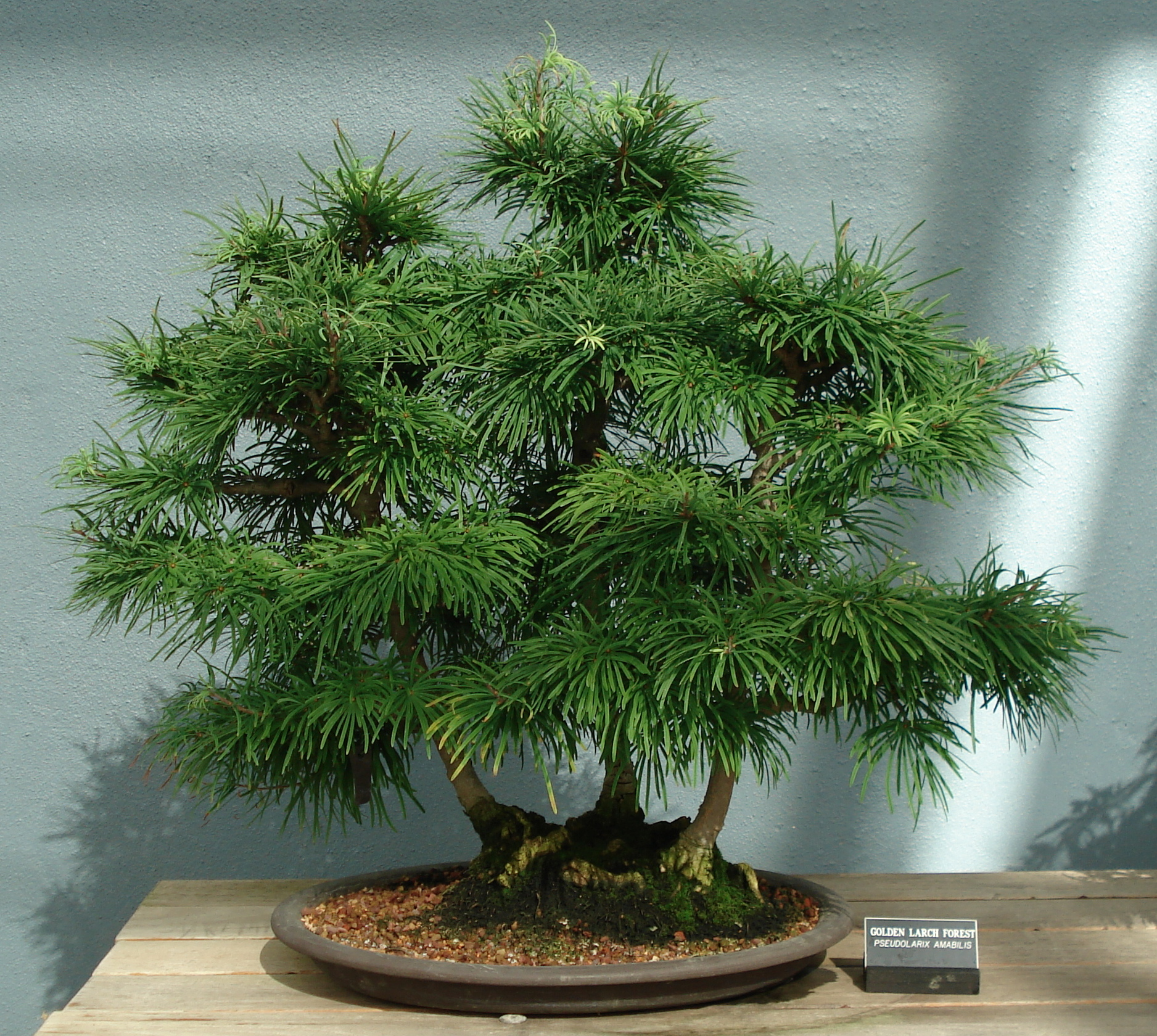
Bonsái ejemplo.

Pseudolarix amabilis es una de las 50 hierbas fundamentales de la Medicina tradicional china, donde se le llama jīn qián sōng (金钱松).

## Taxonomía
Pseudolarix amabilis fue descrita por (J.Nelson) Rehder y publicado en Journal of the Arnold Arboretum 1(1): 53. 1919.
Etimología
Pseudolarix: nombre genérico que deriva de las palabras griegas: pseudo = "falso" y larix = "alerce"
amabilis: epíteto latíno que significa "que inspira amor"
Sinonimia
- Chrysolarix amabilis (J.Nelson) H.E.Moore
- Laricopsis fortunei (Mayr) Mayr
- Larix amabilis J.Nelson
- Pseudolarix fortunei Mayr
- Pseudolarix pourtetii Ferré[5]